# Milton Hebald
Milton Hebald (New York, 24 mei 1917 – Los Angeles, 5 januari 2015) was een Amerikaans kunstenaar.

## Biografie
Hebald studeerde aan de Art Students League of New York, de National Academy of Design en de Beaux-Arts Institute of Design. Hij gaf ook les aan de Art Students League of New York en de Cooper Union. Zijn bekendste werk is een 67 meter hoog beeld van een dierenriem aan de John F. Kennedy International Airport. Ook maakte hij een, op ware grootte, beeld van schrijver James Joyce voor op het graf van Joyce. Zijn andere specialiteiten waren borstbeelden, zoals voor Anthony Burgess en figuren van Shakespeare zoals Prospero.
Hebald overleed begin 2015 op 97-jarige leeftijd.
- Gemeinsame Normdatei: 138775044
- International Standard Name Identifier: 0000 0003 8207 5673
- Library of Congress Control Number: n85349072
- Nationale Bibliotheek van Israël: 987007262442705171
- RKD-Nederlands Instituut voor Kunstgeschiedenis: 121306
- SNAC: w6k36g8s
- Système universitaire de documentation: 24179983X
- Union List of Artist Names: 500100834
- Virtual International Authority File: 263543901
- WorldCat: E39PBJdWV6vBdHtBgRmJgh34v3